# Формула-1 — Чемпіонат 2018

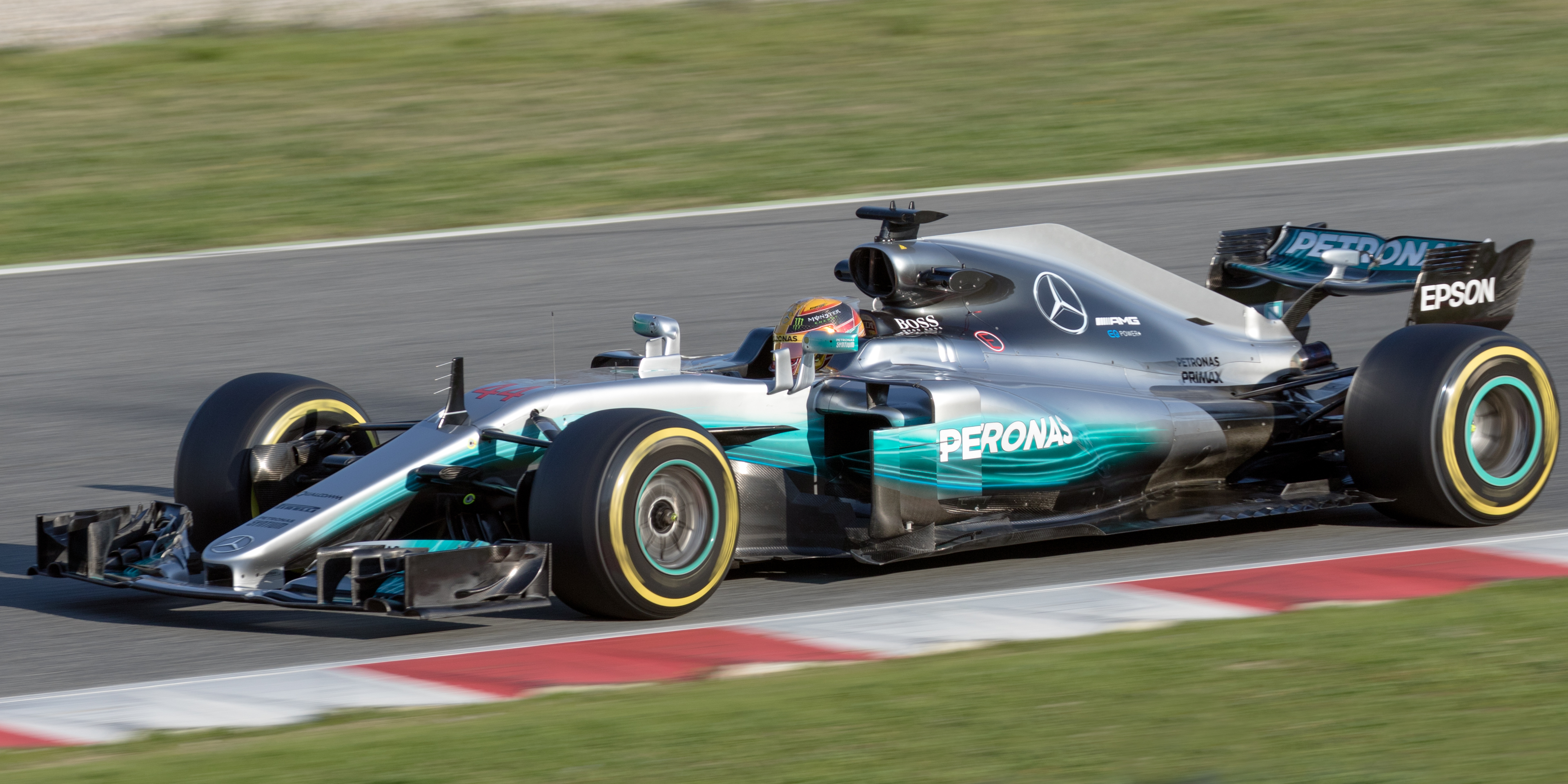
Mercedes чинний володар Кубку конструкторів.

Формула-1 2018 року — 69-й сезон Чемпіонату світу з автоперегонів у класі Формула-1, який проводиться під егідою FIA. Сезон 2018 року складався з 21 етапу. Розпочався 25 березня в Австралії та завершився 25 листопада в Абу-Дабі.

## Команди та пілоти
Наступні команди та пілоти підписали контракти на участь у чемпіонаті 2018 року:
| Команда                          | Конструктор          | Шасі             | Двигун                 | Шини | №  | Пілот             |
| -------------------------------- | -------------------- | ---------------- | ---------------------- | ---- | -- | ----------------- |
| Scuderia Ferrari                 | Ferrari              | SF71H            | Ferrari                | P    | 5  | Себастьян Феттель |
| Scuderia Ferrari                 | Ferrari              | SF71H            | Ferrari                | P    | 7  | Кімі Ряйкконен    |
| Sahara Force India F1 Team       | Force India-Mercedes | VJM11            | Mercedes M09 EQ Power+ | P    | 11 | Серхіо Перес      |
| Sahara Force India F1 Team       | Force India-Mercedes | VJM11            | Mercedes M09 EQ Power+ | P    | 31 | Естебан Окон      |
| Racing Point Force India F1 Team | Force India-Mercedes | VJM11            | Mercedes M09 EQ Power+ | P    | 11 | Серхіо Перес      |
| Racing Point Force India F1 Team | Force India-Mercedes | VJM11            | Mercedes M09 EQ Power+ | P    | 31 | Естебан Окон      |
| Haas F1 Team                     | Haas-Ferrari         | VF-18            | Ferrari                | P    | 8  | Ромен Грожан      |
| Haas F1 Team                     | Haas-Ferrari         | VF-18            | Ferrari                | P    | 20 | Кевін Магнуссен   |
| Renault Sport F1 Team            | Renault              | R.S.18           | Renault R.E.18         | P    | 27 | Ніко Гюлькенберг  |
| Renault Sport F1 Team            | Renault              | R.S.18           | Renault R.E.18         | P    | 55 | Карлос Сайнс мол. |
| McLaren Honda F1 Team            | McLaren-Renault      | MCL33            | Renault R.E.18         | P    | 2  | Стоффель Вандорн  |
| McLaren Honda F1 Team            | McLaren-Renault      | MCL33            | Renault R.E.18         | P    | 14 | Фернандо Алонсо   |
| Mercedes AMG Petronas F1 Team    | Mercedes             | F1 W09 EQ Power+ | Mercedes M09 EQ Power+ | P    | 44 | Льюїс Гамільтон   |
| Mercedes AMG Petronas F1 Team    | Mercedes             | F1 W09 EQ Power+ | Mercedes M09 EQ Power+ | P    | 77 | Вальттері Боттас  |
| Red Bull Racing                  | Red Bull-TAG Heuer   | RB14             | TAG Heuer              | P    | 3  | Данієль Ріккардо  |
| Red Bull Racing                  | Red Bull-TAG Heuer   | RB14             | TAG Heuer              | P    | 33 | Макс Ферстаппен   |
| Sauber F1 Team                   | Sauber-Ferrari       | C37              | Ferrari                | P    | 9  | Маркус Ерікссон   |
| Sauber F1 Team                   | Sauber-Ferrari       | C37              | Ferrari                | P    | 16 | Шарль Леклер      |
| Scuderia Toro Rosso              | Toro Rosso-Honda     | STR13            | Honda RA618H           | P    | 10 | П'єр Гаслі        |
| Scuderia Toro Rosso              | Toro Rosso-Honda     | STR13            | Honda RA618H           | P    | 28 | Брендон Хартлі    |
| Williams Martini Racing          | Williams-Mercedes    | FW41             | Mercedes M09 EQ Power+ | P    | 18 | Ленс Стролл       |
| Williams Martini Racing          | Williams-Mercedes    | FW41             | Mercedes M09 EQ Power+ | P    | 35 | Сергій Сіроткін   |
| Джерела:                         |                      |                  |                        |      |    |                   |

### Зміни в командах
- McLaren припинив співпрацю з Honda і підписав трирічну угоду щодо постачання двигунів з компанією Renault[11][12].
- Toro Rosso відмовилась від двигунів Renault, і уклали угоду із Honda[13][14]. У рамках цієї угоди Карлос Сайнс мол. перейшов із Toro Rosso в Renault[15][16][17].
- Sauber відновив співпрацю із Ferrari, перейшовши на сучасні двигуни, після того, як вони використали двигуни 2016 року в сезоні 2017 р.[18][19].

#### Зміни в середині сезону
- Через фінансові труднощі, перед Гран-прі Угорщини, у команді Force India введена зовнішня адміністрація[1][20]. Консорціум на чолі із Лоуренсом Строллом придбав гоночні активи та операції Force India за допомогою компанії Racing Point UK Ltd.[21][22] Команду Sahara Force India було виключено з Чемпіонату через їх нездатність брати участь у перегонах. Це дозволило новій команді, яка отримала назву "Racing Point Force India F1 Team", подати заяву на вступ та розпочати чемпіонат з Гран-прі Бельгії.[2][3][23] Команда повинна була зберігати "Force India" як частину назви команди, оскільки їхні шасі було омологізовано під назвою Force India, а правила FIA вимагають, щоб назва конструктора включала назву шасі[24][25]. Нова команда розпочала Чемпіонат із нулем очок, хоча їхні водії зберегли очки, які вони набрали в Чемпіонаті[2][23]. Інші команди погодилися дозволити Racing Point зберегти призові гроші отримані від попередньої команди[26].

### Зміни серед пілотів
- Toro Rosso підписала угоди із П'єром Гаслі, чемпіоном GP2 Series 2016 року, та Брендоном Хартлі, дворазовим чемпіоном світу в World Endurance champion, на 2018 рік[27][28]. Обидва пілота дебютували у Формулі 1 з командою Toro Rosso на останніх стадіях чемпіонату 2017 р.[27][28] Даніїл Квят покинув команду та програму "Red Bull Driver" і став пілотом із розвитку Ferrari[29][30].
- Шарль Леклер замінить Паскаля Верляйна у Sauber[31][32].
- Пілот Williams Феліпе Масса завершив кар'єру пілота Формули-1 в кінці сезону 2017 року[33][34]. Його замінив колишній тест-пілот Renault Сергій Сіроткін[35][36].

## Календар сезону
У 2018 році проведено двадцять одне Гран-прі.
| №  | Гран-прі                  | Траса                                  | Дата         |
| -- | ------------------------- | -------------------------------------- | ------------ |
| 1  | Гран-прі Австралії        | Альберт-Парк, Мельбурн                 | 25 березня   |
| 3  | Гран-прі Бахрейну         | Міжнародний автодром Бахрейну, Сахір   | 8 квітня     |
| 2  | Гран-прі Китаю            | Міжнародний автодром Шанхая, Шанхай    | 15 квітня    |
| 4  | Гран-прі Азербайджану     | Вулична траса Баку, Баку               | 29 квітня    |
| 5  | Гран-прі Іспанії          | Каталунья, Барселона                   | 13 травня    |
| 6  | Гран-прі Монако           | Міська траса Монте-Карло, Монте-Карло  | 27 травня    |
| 7  | Гран-прі Канади           | Автодром імені Жиля Вільнева, Монреаль | 10 червня    |
| 8  | Гран-прі Франції          | Ле-Кастелле                            | 24 червня    |
| 9  | Гран-прі Австрії          | Ред Бул Ринг, Шпільберг                | 1 липня      |
| 10 | Гран-прі Великої Британії | Автодром Сільверстоун, Сільверстоун    | 8 липня      |
| 11 | Гран-прі Німеччини        | Гоккенгаймринг, Гоккенгайм             | 22 липня     |
| 12 | Гран-прі Угорщини         | Хунгароринг, Будапешт                  | 29 липня     |
| 13 | Гран-прі Бельгії          | Спа-Франкоршам, Спа                    | 26 серпня    |
| 14 | Гран-прі Італії           | Автодром Монца, Монца                  | 2 вересня    |
| 15 | Гран-прі Сінгапуру        | Міський автодром Марина Бей, Сінгапур  | 16 вересня   |
| 16 | Гран-прі Росії            | Автодром Сочі, Сочі                    | 30 вересня   |
| 17 | Гран-прі Японії           | Судзука, Судзука                       | 7 жовтня     |
| 18 | Гран-прі США              | Траса Америк, Остін (Техас)            | 21 жовтня    |
| 19 | Гран-прі Мексики          | Автодром імені братів Родрігес, Мехіко | 28 жовтня    |
| 20 | Гран-прі Бразилії         | Автодром Жозе Карлуса Пачі, Сан-Паулу  | 11 листопада |
| 21 | Гран-прі Абу-Дабі         | Яс-Марина, Абу-Дабі                    | 25 листопада |

### Зміни в календарі

#### Нові та відродженні перегони
- Гран-прі Франції повернулось до календаря вперше з 2008 року. Перегони мають повернутися на автодром Поль Рікар, який в останнє приймав Гран-прі Франції в 1990 році[37][38].
- Гран-прі Німеччини повернеться до Чемпіонату після пропуску в 2017 році[39].

#### Зміни в датах
- Гран-прі Азербайджану перенесено з червня на квітень. У червні відбудуться святкування 100-річчя Азербайджанської республіки[40].
- Гран-прі Росії перенесено з квітня на вересень, на місце Гран-прі Малайзії.

#### Скасовані перегони
- Скасовано Гран-прі Малайзії, який був частиною чемпіонату з 1999 по 2017 рік[41].

## Зміни правил

### Технічний регламент
- Постачальники двигунів будуть зобов'язані забезпечувати всі клієнтські команди двигунами з однаковою специфікацією. Ця зміна була запроваджена для забезпечення паритету, після того, як було помічено, що Mercedes отримує двигуни із зміненими характеристиками продуктивності, які недоступні командам-замовникам[42].
- Кількість компонентів силового агрегату, яку пілот може використати протягом сезону, було зменшено з чотирьох повних силових агрегатів упродовж усього сезону в 2017 році до нової системи, де кожний з компонентів силового агрегату розглядається окремо. Кожен пілот за сезон може використати до трьох двигунів внутрішнього згоряння (ICE), теплових генераторів (MGU-H) та турбокомпресорів (TC); і до двох кінетичних генераторів (MGU-K), енергоносіїв (ES) і контрольної електроніки (CE)[43][44].
- Були введені обмеження щодо мастила. Споживання мастила обмежено до 0,6 кг на 100 км[43]. Команди зобов'язані використовувати єдину специфікацію мастила протягом всього гран-прі, яка повинна бути оголошена перед початком гран-прі. Також було змінено визначення того, що вважається "мастилом". Воно повинно використовуватись для змащення, очищення та охолодження компонентів двигуна, а не для будь-якого збільшення потужності. Команди повинні забезпечити вимірювання рівня мастила в основному баку. Маса мастила, що міститься в кожному масляному баку, за винятком основного, також повинна бути оголошена FIA за годину до початку перегонів.[45][N 3]
- FIA заборонив використовувати так звані "акулячі плавці" Також заборонено використання "Т-крил".[46][47][48].

### Безпека
- Після серії серйозних інцидентів на перегонах автомобілів з відкритими колесами[49], FIA оголосила про плани ввести додатковий обов'язковий захист кабіни з 2018 року. Було протестовано декілька рішень, які обговорювались із командами та пілотами[50]. Захист створювався для того, щоб відвести уламки від голови пілота, не послаблюючи видимості, або можливості маршалів безпеки отримати доступ до кабіни і витягувати водія в разі серйозної аварії або невідкладної медичної допомоги.[51] FIA, врешті-решт, зупинилась на «Halo», вилочко-подібна рама, встановлена над головою пілота та прикріплена до монококу перед кабіною[46][52]. Після введення у Формулі-1, концепція Halo планується застосуватись до інших гоночних серій з відкритими колесами, включаючи Формулу-2 та Формулу-3[53][54][55]. Мінімальна вага шасі була збільшена, щоб врахувати додаткову вагу Halo.[46][56] FIA заборонили командам розробляти власні Halo, замість цього їх можна придбати у затверджених постачальників[46][57].
- Пілоти повинні будуть носити рукавички, що містять біометричні датчики, які фіксують життєво важливі показники. Покази датчиків повинні допомогти маршалам та екіпажам швидкої допомоги при оцінці фізичного стану гонщика після аварій[58][59].

### Шини
- Pirelli надасть командам нові шини у 2018 році[60][61]. Усі комплекти шин які були у сезоні 2017 року, стануть м'якшими. Також Pirelli добавила два нових типи шин: «hypersoft» — найм'якіший тип; «superhard» — найтвердіший[62]. Hypersoft буде позначений рожевою боковиною, а superhard - оранжевою. Hard, який раніше використовував оранжеве маркування, тепер буде змінено на блакитне[60][63].

## Результати та положення в заліках

### Гран-прі
| №  | Гран-прі                  | Поул-позиція      | Швидке коло       | Переможець        | Конструктор               | Звіт |
| -- | ------------------------- | ----------------- | ----------------- | ----------------- | ------------------------- | ---- |
| 1  | Гран-прі Австралії        | Льюїс Гамільтон   | Данієль Ріккардо  | Себастьян Феттель | Ferrari                   | Звіт |
| 2  | Гран-прі Бахрейну         | Себастьян Феттель | Вальттері Боттас  | Себастьян Феттель | Ferrari                   | Звіт |
| 3  | Гран-прі Китаю            | Себастьян Феттель | Данієль Ріккардо  | Данієль Ріккардо  | Red Bull Racing-TAG Heuer | Звіт |
| 4  | Гран-прі Азербайджану     | Себастьян Феттель | Вальттері Боттас  | Льюїс Гамільтон   | Mercedes                  | Звіт |
| 5  | Гран-прі Іспанії          | Льюїс Гамільтон   | Данієль Ріккардо  | Льюїс Гамільтон   | Mercedes                  | Звіт |
| 6  | Гран-прі Монако           | Данієль Ріккардо  | Макс Ферстаппен   | Данієль Ріккардо  | Red Bull Racing-TAG Heuer | Звіт |
| 7  | Гран-прі Канади           | Себастьян Феттель | Макс Ферстаппен   | Себастьян Феттель | Ferrari                   | Звіт |
| 8  | Гран-прі Франції          | Льюїс Гамільтон   | Вальттері Боттас  | Льюїс Гамільтон   | Mercedes                  | Звіт |
| 9  | Гран-прі Австрії          | Вальттері Боттас  | Кімі Ряйкконен    | Макс Ферстаппен   | Red Bull Racing-TAG Heuer | Звіт |
| 10 | Гран-прі Великої Британії | Льюїс Гамільтон   | Себастьян Феттель | Себастьян Феттель | Ferrari                   | Звіт |
| 11 | Гран-прі Німеччини        | Себастьян Феттель | Льюїс Гамільтон   | Льюїс Гамільтон   | Mercedes                  | Звіт |
| 12 | Гран-прі Угорщини         | Льюїс Гамільтон   | Данієль Ріккардо  | Льюїс Гамільтон   | Mercedes                  | Звіт |
| 13 | Гран-прі Бельгії          | Льюїс Гамільтон   | Вальттері Боттас  | Себастьян Феттель | Ferrari                   | Звіт |
| 14 | Гран-прі Італії           | Кімі Ряйкконен    | Льюїс Гамільтон   | Льюїс Гамільтон   | Mercedes                  | Звіт |
| 15 | Гран-прі Сінгапуру        | Льюїс Гамільтон   | Кевін Магнуссен   | Льюїс Гамільтон   | Mercedes                  | Звіт |
| 16 | Гран-прі Росії            | Вальттері Боттас  | Вальттері Боттас  | Льюїс Гамільтон   | Mercedes                  | Звіт |
| 17 | Гран-прі Японії           | Льюїс Гамільтон   | Себастьян Феттель | Льюїс Гамільтон   | Mercedes                  | Звіт |
| 18 | Гран-прі США              | Льюїс Гамільтон   | Льюїс Гамільтон   | Кімі Ряйкконен    | Ferrari                   | Звіт |
| 19 | Гран-прі Мексики          | Данієль Ріккардо  | Вальттері Боттас  | Макс Ферстаппен   | Red Bull Racing-TAG Heuer | Звіт |
| 20 | Гран-прі Бразилії         | Льюїс Гамільтон   | Вальттері Боттас  | Льюїс Гамільтон   | Mercedes                  | Звіт |
| 21 | Гран-прі Абу-Дабі         | Льюїс Гамільтон   | Себастьян Феттель | Льюїс Гамільтон   | Mercedes                  | Звіт |

### Пілоти
Очки отримують лише пілоти, які фінішували у першій десятці.
| Позиція | 1-ша | 2-га | 3-тя | 4-та | 5-та | 6-та | 7-ма | 8-ма | 9-та | 10-та |
| Очки    | 25   | 18   | 15   | 12   | 10   | 8    | 6    | 4    | 2    | 1     |

| Поз. | Пілот             | АВС  | БАХ  | КИТ | АЗЕ  | ІСП  | МОН  | КАН  | ФРА  | АВТ  | ВЕЛ  | НІМ  | УГО  | БЕЛ  | ІТА  | СІН  | РОС  | ЯПО  | США  | МЕК  | БРА  | АБУ  | Очки |
| ---- | ----------------- | ---- | ---- | --- | ---- | ---- | ---- | ---- | ---- | ---- | ---- | ---- | ---- | ---- | ---- | ---- | ---- | ---- | ---- | ---- | ---- | ---- | ---- |
| 1    | Льюїс Гамільтон   | 2    | 3    | 4   | 1    | 1    | 3    | 5    | 1    | Схід | 2    | 1    | 1    | 2    | 1    | 1    | 1    | 1    | 3    | 4    | 1    | 1    | 408  |
| 2    | Себастьян Феттель | 1    | 1    | 8   | 4    | 4    | 2    | 1    | 5    | 3    | 1    | Схід | 2    | 1    | 4    | 3    | 3    | 6    | 4    | 2    | 6    | 2    | 320  |
| 3    | Кімі Ряйкконен    | 3    | Схід | 3   | 2    | Схід | 4    | 6    | 3    | 2    | 3    | 3    | 3    | Схід | 2    | 5    | 4    | 5    | 1    | 3    | 3    | Схід | 251  |
| 4    | Макс Ферстаппен   | 6    | Схід | 5   | Схід | 3    | 9    | 3    | 2    | 1    | 15°  | 4    | Схід | 3    | 5    | 2    | 5    | 3    | 2    | 1    | 2    | 3    | 249  |
| 5    | Вальттері Боттас  | 8    | 2    | 2   | 14°  | 2    | 5    | 2    | 7    | Схід | 4    | 2    | 5    | 4    | 3    | 4    | 2    | 2    | 5    | 5    | 5    | 5    | 247  |
| 6    | Данієль Ріккардо  | 4    | Схід | 1   | Схід | 5    | 1    | 4    | 4    | Схід | 5    | Схід | 4    | Схід | Схід | 6    | 6    | 4    | Схід | Схід | 4    | 4    | 170  |
| 7    | Ніко Гюлькенберг  | 7    | 6    | 6   | Схід | Схід | 8    | 7    | 9    | Схід | 6    | 5    | 12   | Схід | 13   | 10   | 12   | Схід | 6    | 6    | Схід | Схід | 69   |
| 8    | Серхіо Перес      | 11   | 16   | 12  | 3    | 9    | 12   | 14   | Схід | 7    | 10   | 7    | 14   | 5    | 7    | 16   | 10   | 7    | 8    | Схід | 10   | 8    | 62   |
| 9    | Кевін Магнуссен   | Схід | 5    | 10  | 13   | 6    | 13   | 13   | 6    | 5    | 9    | 11   | 7    | 8    | 16   | 18   | 8    | Схід | ДСК  | 15   | 9    | 10   | 56   |
| 10   | Карлос Сайнс мол. | 10   | 11   | 9   | 5    | 7    | 10   | 8    | 8    | 12   | Схід | 12   | 9    | 11   | 8    | 8    | 17   | 10   | 7    | Схід | 12   | 6    | 53   |
| 11   | Фернандо Алонсо   | 5    | 7    | 7   | 7    | 8    | Схід | Схід | 16°  | 8    | 8    | 16°  | 8    | Схід | Схід | 7    | 14   | 14   | Схід | Схід | 17   | 11   | 50   |
| 12   | Естебан Окон      | 12   | 10   | 11  | Схід | Схід | 6    | 9    | Схід | 6    | 7    | 8    | 13   | 6    | 6    | Схід | 9    | 9    | ДСК  | 11   | 14   | Схід | 49   |
| 13   | Шарль Леклер      | 13   | 12   | 19  | 6    | 10   | 18°  | 10   | 10   | 9    | Схід | 15   | Схід | Схід | 11   | 9    | 7    | Схід | Схід | 7    | 7    | 7    | 39   |
| 14   | Ромен Грожан      | Схід | 13   | 17  | Схід | Схід | 15   | 12   | 11   | 4    | Схід | 6    | 10   | 7    | ДСК  | 15   | 11   | 8    | Схід | 16   | 8    | 9    | 37   |
| 15   | П'єр Гаслі        | Схід | 4    | 18  | 12   | Схід | 7    | 11   | Схід | 11   | 13   | 14   | 6    | 9    | 14   | 13   | Схід | 11   | 12   | 10   | 13   | Схід | 29   |
| 16   | Стоффель Вандорн  | 9    | 8    | 13  | 9    | Схід | 14   | 16   | 12   | 15°  | 11   | 13   | Схід | 15   | 12   | 12   | 16   | 15   | 11   | 8    | 15   | 14   | 12   |
| 17   | Маркус Ерікссон   | Схід | 9    | 16  | 11   | 13   | 11   | 15   | 13   | 10   | Схід | 9    | 15   | 10   | 15   | 11   | 13   | 12   | 10   | 9    | Схід | Схід | 9    |
| 18   | Ленс Стролл       | 14   | 14   | 14  | 8    | 11   | 17   | Схід | 17°  | 14   | 12   | Схід | 17   | 13   | 9    | 14   | 15   | 17   | 14   | 12   | 18   | 13   | 6    |
| 19   | Брендон Гартлі    | 15   | 17   | 20° | 10   | 12   | 19°  | Схід | 14   | Схід | Схід | 10   | 11   | 14   | Схід | 17   | Схід | 13   | 9    | 14   | 11   | 12   | 4    |
| 20   | Сергій Сіроткін   | Схід | 15   | 15  | Схід | 14   | 16   | 17   | 15   | 13   | 14   | Схід | 16   | 12   | 10   | 19   | 18   | 16   | 13   | 13   | 16   | 15   | 1    |
| Поз. | Пілот             | АВС  | БАХ  | КИТ | АЗЕ  | ІСП  | МОН  | КАН  | ФРА  | АВТ  | ВЕЛ  | НІМ  | УГО  | БЕЛ  | ІТА  | СІН  | РОС  | ЯПО  | США  | МЕК  | БРА  | АБУ  | Очки |

| Приклад      | Опис                                                              |
| ------------ | ----------------------------------------------------------------- |
| 1            | Переможець                                                        |
| 2            | Друге місце                                                       |
| 3            | Третє місце                                                       |
| 5            | Фінішував у очковій зоні                                          |
| 12           | Фінішував поза очковою зоною                                      |
| НКЛ          | Фінішував, але не класифікований                                  |
| Схід         | Не фінішував і не класифікований                                  |
| НКВ          | Не кваліфікований                                                 |
| НПКВ         | Не передкваліфікований                                            |
| ДСК          | Дискваліфікований                                                 |
| ТТР          | Брав участь тільки в тренуваннях                                  |
| тест         | Тестер по п'ятницях (з 2003 року)                                 |
| НС           | Брав участь у Гран-прі як бойовий пілот, але не стартував у гонці |
| Т            | Травмований чи хворий                                             |
| Викл         | Виключений із протоколу                                           |
| Від          | Відмова від участі                                                |
| НТР          | Не брав участі в тренуваннях                                      |
| НПР          | Не прибув на Гран-прі                                             |
| С            | Гонка скасована                                                   |
|              | Не брав участі                                                    |
| Жирний шрифт | Поул-позиція                                                      |
| Курсив       | Швидке коло                                                       |

Примітки:
- ° — Пілоти, що не фінішували на гран-прі, але були класифіковані, оскільки подолали понад 90 % дистанції.

#### Графік
(Претенденти на титул — скільки потрібно очок, щоб була хоча б теоретична можливість обійти лідера. Якщо ця лінія обганяє другого, чемпіон визначився, і навіть не беручи участь в гонках, він збереже собі перше місце.)

### Конструктори
| Поз. | Конструктор     | №  | АВС  | БАХ  | КИТ | АЗЕ  | ІСП  | МОН  | КАН  | ФРА  | АВТ  | ВЕЛ  | НІМ  | УГО  | БЕЛ  | ІТА  | СІН  | РОС  | ЯПО  | США  | МЕК  | БРА  | АБУ  | Очки   |
| ---- | --------------- | -- | ---- | ---- | --- | ---- | ---- | ---- | ---- | ---- | ---- | ---- | ---- | ---- | ---- | ---- | ---- | ---- | ---- | ---- | ---- | ---- | ---- | ------ |
| 1    | Mercedes        | 44 | 2    | 3    | 4   | 1    | 1    | 3    | 5    | 1    | Схід | 2    | 1    | 1    | 2    | 1    | 1    | 1    | 1    | 3    | 4    | 1    | 1    | 655    |
| 1    | Mercedes        | 77 | 8    | 2    | 2   | 14°  | 2    | 5    | 2    | 7    | Схід | 4    | 2    | 5    | 4    | 3    | 4    | 2    | 2    | 5    | 5    | 5    | 5    | 655    |
| 2    | Ferrari         | 5  | 1    | 1    | 8   | 4    | 4    | 2    | 1    | 5    | 3    | 1    | Схід | 2    | 1    | 4    | 3    | 3    | 6    | 4    | 2    | 6    | 2    | 571    |
| 2    | Ferrari         | 7  | 3    | Схід | 3   | 2    | Схід | 4    | 6    | 3    | 2    | 3    | 3    | 3    | Схід | 2    | 5    | 4    | 5    | 1    | 3    | 3    | Схід | 571    |
| 3    | Red Bull Racing | 3  | 4    | Схід | 1   | Схід | 5    | 1    | 4    | 4    | Схід | 5    | Схід | 4    | Схід | Схід | 6    | 6    | 4    | Схід | Схід | 4    | 4    | 419    |
| 3    | Red Bull Racing | 33 | 6    | Схід | 5   | Схід | 3    | 9    | 3    | 2    | 1    | 15°  | 4    | Схід | 3    | 5    | 2    | 5    | 3    | 2    | 1    | 2    | 3    | 419    |
| 4    | Renault         | 27 | 7    | 6    | 6   | Схід | Схід | 8    | 7    | 9    | Схід | 6    | 5    | 12   | Схід | 13   | 10   | 12   | Схід | 6    | 6    | Схід | Схід | 122    |
| 4    | Renault         | 55 | 10   | 11   | 9   | 5    | 7    | 10   | 8    | 8    | 12   | Схід | 12   | 9    | 11   | 8    | 8    | 17   | 10   | 7    | Схід | 12   | 6    | 122    |
| 5    | Haas            | 8  | Схід | 13   | 17  | Схід | Схід | 15   | 12   | 11   | 4    | Схід | 6    | 10   | 7    | ДСК  | 15   | 11   | 8    | Схід | 16   | 8    | 9    | 93     |
| 5    | Haas            | 20 | Схід | 5    | 10  | 13   | 6    | 13   | 13   | 6    | 5    | 9    | 11   | 7    | 8    | 16   | 18   | 8    | Схід | ДСК  | 15   | 9    | 10   | 93     |
| 6    | McLaren         | 2  | 9    | 8    | 13  | 9    | Схід | 14   | 16   | 12   | 15°  | 11   | 13   | Схід | 15   | 12   | 12   | 16   | 15   | 11   | 8    | 15   | 14   | 62     |
| 6    | McLaren         | 14 | 5    | 7    | 7   | 7    | 8    | Схід | Схід | 16°  | 8    | 8    | 16°  | 8    | Схід | Схід | 7    | 14   | 14   | Схід | Схід | 17   | 11   | 62     |
| Викл | Force India     | 11 | 11   | 16   | 12  | 3    | 9    | 12   | 14   | Схід | 7    | 10   | 7    | 14   |      |      |      |      |      |      |      |      |      | 0 (59) |
| Викл | Force India     | 31 | 12   | 10   | 11  | Схід | Схід | 6    | 9    | Схід | 6    | 7    | 8    | 13   |      |      |      |      |      |      |      |      |      | 0 (59) |
| 7    | Force India     | 11 |      |      |     |      |      |      |      |      |      |      |      |      | 5    | 7    | 16   | 10   | 7    | 8    | Схід | 10   | 8    | 52     |
| 7    | Force India     | 31 |      |      |     |      |      |      |      |      |      |      |      |      | 6    | 6    | Схід | 9    | 9    | ДСК  | 11   | 14   | Схід | 52     |
| 8    | Sauber          | 9  | Схід | 9    | 16  | 11   | 13   | 11   | 15   | 13   | 10   | Схід | 9    | 15   | 10   | 15   | 11   | 13   | 12   | 10   | 9    | Схід | Схід | 48     |
| 8    | Sauber          | 16 | 13   | 12   | 19  | 6    | 10   | 18°  | 10   | 10   | 9    | Схід | 15   | Схід | Схід | 11   | 9    | 7    | Схід | Схід | 7    | 7    | 7    | 48     |
| 9    | Toro Rosso      | 10 | Схід | 4    | 18  | 12   | Схід | 7    | 11   | Схід | 11   | 13   | 14   | 6    | 9    | 14   | 13   | Схід | 11   | 12   | 10   | 13   | Схід | 33     |
| 9    | Toro Rosso      | 28 | 15   | 17   | 20° | 10   | 12   | 19°  | Схід | 14   | Схід | Схід | 10   | 11   | 14   | Схід | 17   | Схід | 13   | 9    | 14   | 11   | 12   | 33     |
| 10   | Williams        | 18 | 14   | 14   | 14  | 8    | 11   | 17   | Схід | 17°  | 14   | 12   | Схід | 17   | 13   | 9    | 14   | 15   | 17   | 14   | 12   | 18   | 13   | 7      |
| 10   | Williams        | 35 | Схід | 15   | 15  | Схід | 14   | 16   | 17   | 15   | 13   | 14   | Схід | 16   | 12   | 10   | 19   | 18   | 16   | 13   | 13   | 16   | 15   | 7      |
| Поз. | Конструктор     | №  | АВС  | БАХ  | КИТ | АЗЕ  | ІСП  | МОН  | КАН  | ФРА  | АВТ  | ВЕЛ  | НІМ  | УГО  | БЕЛ  | ІТА  | СІН  | РОС  | ЯПО  | США  | МЕК  | БРА  | АБУ  | Очки   |

| Приклад      | Опис                                                              |
| ------------ | ----------------------------------------------------------------- |
| 1            | Переможець                                                        |
| 2            | Друге місце                                                       |
| 3            | Третє місце                                                       |
| 5            | Фінішував у очковій зоні                                          |
| 12           | Фінішував поза очковою зоною                                      |
| НКЛ          | Фінішував, але не класифікований                                  |
| Схід         | Не фінішував і не класифікований                                  |
| НКВ          | Не кваліфікований                                                 |
| НПКВ         | Не передкваліфікований                                            |
| ДСК          | Дискваліфікований                                                 |
| ТТР          | Брав участь тільки в тренуваннях                                  |
| тест         | Тестер по п'ятницях (з 2003 року)                                 |
| НС           | Брав участь у Гран-прі як бойовий пілот, але не стартував у гонці |
| Т            | Травмований чи хворий                                             |
| Викл         | Виключений із протоколу                                           |
| Від          | Відмова від участі                                                |
| НТР          | Не брав участі в тренуваннях                                      |
| НПР          | Не прибув на Гран-прі                                             |
| С            | Гонка скасована                                                   |
|              | Не брав участі                                                    |
| Жирний шрифт | Поул-позиція                                                      |
| Курсив       | Швидке коло                                                       |

Примітки:
- ° — Пілоти, що не фінішували на гран-прі, але були класифіковані, оскільки подолали понад 90 % дистанції.

#### Графік
(Претенденти на титул — скільки потрібно очок, щоб була хоча б теоретична можливість обійти лідера. Якщо ця лінія обганяє другого, чемпіон визначився, і навіть не беручи участь в гонках, він збереже собі перше місце.)

## Виноски
1. ↑   27 липня у Force India введена зовнішня адміністрація.[1] Команда Sahara Force India була виключена із чемпіонату після того як її активи придбала Racing Point UK Ltd. Нова команда буде виступати під назвою "Racing Point Force India F1 Team"  починаючи з Гран-прі Бельгії 2018.[2][3]
2. ↑  В рекламних цілях Red Bull перейменував двигун Renault R.E.18 в "TAG Heuer".[4]
3. ↑  Формула 1 вимірює паливо, мастило і рідини двигуна в масовій, а не об'ємній формі, оскільки ці рідини розширюються і стискуються при зміні температури, і в результати замірів можуть змінюватися; однак, маса залишається незмінною незалежно від температури.
4. 1 2  Очки Force India були анульовані, і команда виключена з чемпіонату перед Гран-прі Бельгії. Активи команди були продані, а потім повторно введені під тією ж назвою "ForceIndia" новоствореною командою. Ця команда розглядалася як окремий учасник Чемпіонату Конструкторів.[64]